# Carrer d'Aiguafreda
El Carrer Aiguafreda és un carrer situat al barceloní Districte d'Horta-Guinardó.

## Descripció
Es tracta d'un carrer representatiu d'un estil d'habitatges que antigament també es trobava en altres indrets de Barcelona: les cases del torrent de Carabassa, les de can Travi... desaparegudes per remodelacions urbanístiques modernes.

## Història
Les cases del carrer Aiguafreda de Barcelona tenen aigua abundant provinent dels pous que té cada casa i era l'element imprescindible per rentar la roba en els safareigs que encara es conserven.
Sovint se les anomena les cases de les bugaderes, però les dones que feien de bugaderes, la majoria no s'hi dedicaven exclusivament, sinó que a més a més de tota la feina que ja era inherent en les dones de l'època, rentaven roba aliena a casa seva, en aquest cas en els seus propis safareigs, per obtenir un ingrés complementari per a la família.
A Horta va existir una indústria casolana, no per això menys important, de rentar roba de la gent que es podia permetre pagar la feina que, en el cas de Barcelona, no podien fer a casa per manca d'espai i d'aigua. Està documentat que des començaments del XVII fins ben entrat el segle xx molta part de la roba de gent benestant de Barcelona es rentava a Horta. Recollien la roba bruta els dilluns i la tornaven neta els dissabtes.
La carretera d'Horta a Barcelona era el recorregut que feien les bugaderes fins a Barcelona entrant pel Portal Nou. Encara existeix un camí per sota dels horts de les cases del carrer d'Aiguafreda que en deien el camí de Barcelona i era per on passaven persones i carruatges per anar a buscar la carretera d'Horta a Barcelona, tenint en compte que per sota passava el torrent de Carabassa.